# 隆盛站
隆盛站是达成铁路上的一座铁路车站，位于四川省成都市金堂县转龙镇兴隆社区松泉街（地原属隆盛镇，今镇已合并撤销），隶属于成都铁路局遂宁车务段，为四等站。车站于1997年12月25日交付并开通临管运营，办理客货运业务，时为客运五等站。2002年前，客流量较大，并有十数次列车停靠，后因成南高速公路开通影响，客流逐渐下滑。达成铁路扩能改造（遂成铁路）后，本站停办客运，现仅办理货运业务。车站上下行区间均为单线，区间及站内均已电气化。

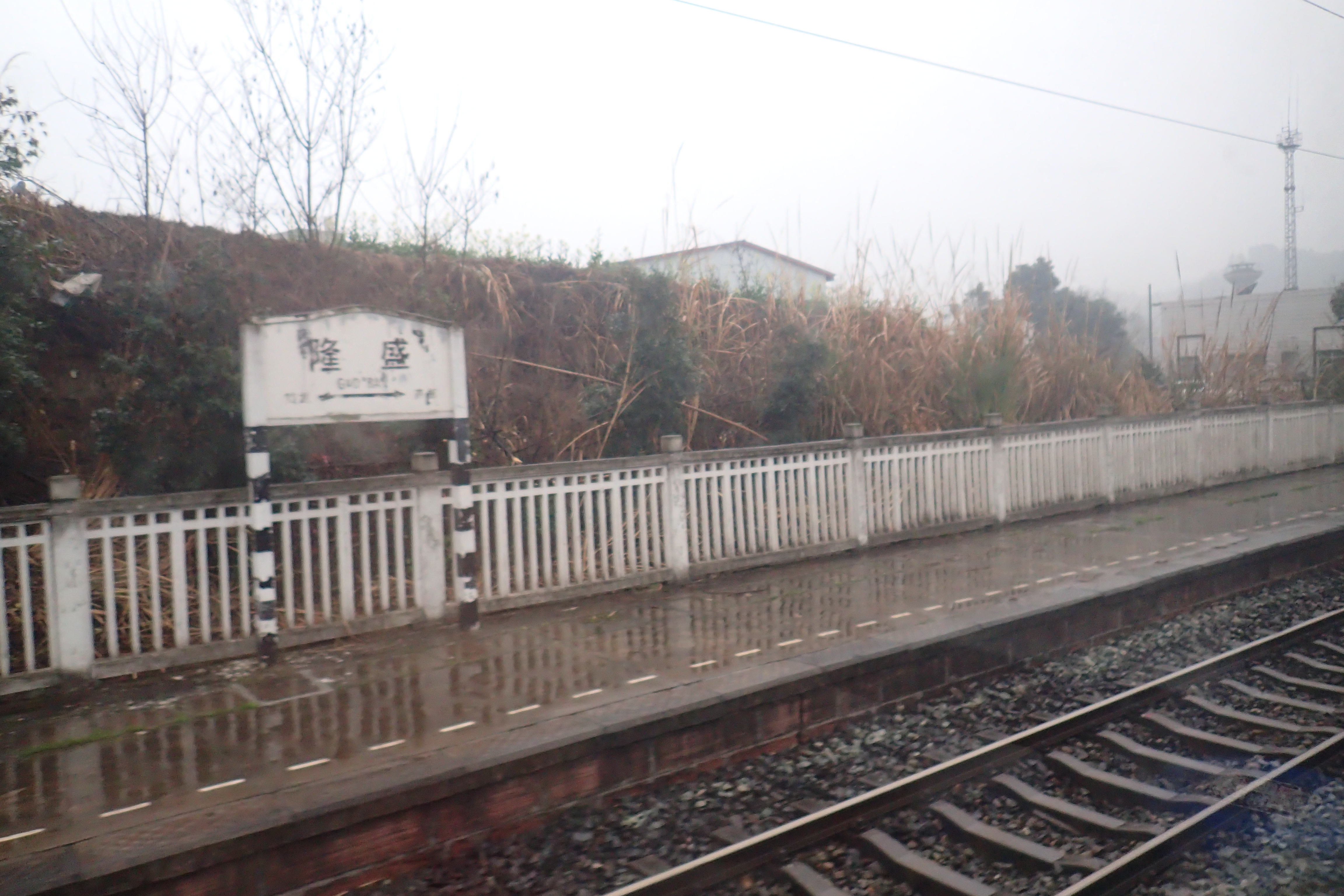
2017年，列车上拍摄的隆盛站站牌

## 车站设施
车站站场为曲线形，呈西北-东南走向，设有股道3条（其中正线1股，侧线2股），站台1座，站房位于线左，客运设施配备有客运站台（长约380米）、候车室（面积约70平方米）。
车站站场南侧130米许为宁蓉线（原遂成线）区间正线，并设有通往街镇的跨线桥。